# Eryngium creticum
Panicaut de Crète
Espèce
Le Panicaut de Crète (Eryngium creticum) est une espèce de plantes de la famille des Apiacées.